# Flo Ankah
 (avril 2011).
Si vous disposez d'ouvrages ou d'articles de référence ou si vous connaissez des sites web de qualité traitant du thème abordé ici, merci de compléter l'article en donnant les références utiles à sa vérifiabilité et en les liant à la section « Notes et références ».
Flo Ankah, née le 5 février 1983 à Bourgoin-Jallieu, Isère, est une actrice, chanteuse, chorégraphe et réalisatrice française, qui a grandi à Châbons, en France, et habite depuis l'an 2000 à New York, aux États-Unis.

## Biographie

### Jeunesse
Flo Ankah, née Florence Annequin dans la campagne proche de Grenoble en France, est une actrice et réalisatrice polyvalente, fondatrice de Simple Production, organisation destinée à la collaboration créative d'œuvres scéniques et cinématographiques.
Également connue comme chanteuse sous le nom de Floanne, elle reprend des classiques de la chanson Française ainsi que des incontournables Américains et ses textes originaux.
Résidant à New York depuis septembre 2001 où elle termine ses études, Flo Ankah est diplômée en danse moderne au Merce Cunningham ainsi qu'à l'école Alvin Ailey, et d'improvisation comique à l'Upright Citizen's Brigade. Elle complète également son éducation au studio de théâtre Herbert Berghof et à l'institut School for Film and Television.
Flo Ankah est membre des  syndicats pour acteurs SAG-AFTRA, Actor's Equity Association, ainsi que New York Women in Film and Television et Independent Film Project. Elle reçoit la bourse de mérite du studio de danse Merce Cunningham, une subvention du Conseil Général de l'Isère, le prix Défi Junior du Ministère de la Jeunesse et des Sports, une aide de l'Association des Femmes Diplômées de l'Université, ainsi que les résidences FAR Space de The Field à New York, et Silo Residency de DanceNOW/NYC à Philadelphie.

### Actrice
Parfaitement bilingue, Flo Ankah est une comédienne polyvalente s'adaptant aussi bien à la scène qu'à l'écran.
Elle joue notamment dans des longs métrages (Une Histoire de Famille), sur la télévision américaine (On Ne Vit Qu'Une Fois), et au théâtre (Le Bossu de Notre Dame, Jules César), notamment au Public Theater de la ville de New York. Elle travaille également en tant que voix-off dans des films américains (The Limits of Controls, Panique à Hollywood) et pour des publicités,.
Ankah fait ses débuts en solo sur la scène du Public Theater de New York, où elle interprète la pièce Edith Piaf Alive dont elle est l'auteur. Elle apparaît ensuite sur la célèbre scène du Shrine Auditorium de Los Angeles où elle se fait dirigée par Vincent Paterson dans la comédie musicale Loving the Silent Tears.
Ankah fait partie de la compagnie du Inwood Shakespeare Festival avec laquelle elle apparaît dans Notre Dame de Paris de Ted Minos, ainsi qu'au Musée Guggenheim sous la direction de Meredith Monk. Flo joue Sylvie à l'occasion de la première lecture de Best Friends de Jack Gindi. Elle présente également, aux côtés de Israël Horowitz, Baroque, le roman de Richard Vetere.
Artiste multidisciplinaire, Flo Ankah se lance dans plusieurs créations expérimentales (Dance Theater Workshop, Dixon Place…).
Helen Hunt, Tuc Watkins et Patti Cohenour font partie de ses partenaires de jeu, et elle travaille avec des réalisateurs tels qu'Alice Jankell, Jim Jarmusch et Jonathan Demme.
Flo produit son propre webisode Life with Flow en 3D et est engagée auprès du Magnet Theater et de l'Upright Citizen's Brigade Theatre.

### Chanteuse
Chanteuse rétro, Floanne chante des classiques de la chanson Française, ainsi que des standards américains qu'elle traduit d'une langue à l'autre dans un spectacle de cabaret appelé "Floin' to America",. Sa première chanson originale est "It's OK to be Alone". Elle travaille notamment sa voix de soprano colorature aux côtés d'April Evans, et collabore avec de nombreux musiciens de jazz renommés tels que Joe Cohn, Ian James, Ray Parker, et d'autres interprètes connus comme Liz Callaway, Jody Watley et Mark Janicello.
Floanne se produit en solo sur plusieurs scènes mythiques New-Yorkaises : Joe's Pub, New York Botanical Garden, Symphony Space, Metropolitan Room... Ses spectacles "Floin' to America", "Love is French" et "Edith Piaf Alive" se font également connaître en France grâce à des extraits retransmis à la télévision Française (100 % Mag' sur M6, Échappées Belles sur France 5, et Rendez-Vous d'Amérique sur TV5 Monde). Floanne revisite les airs d'autrefois avec une touche de modernité et un désir toujours plus poussé de travailler sur la voix, le rythme et le mouvement. Elle chante régulièrement au Standard Hôtel, au Triad Theater et l'Harmonie Club de New York.

### Réalisatrice
Ankah est la fondatrice de la compagnie Simple Production, organisation à but non lucratif pour la création de danses, films et évènements qui intègrent le talent d'artistes innovants de différentes cultures. Ses pièces chorégraphiques sont présentées à New York à Movement Research at the Judson Church, au studio Merce Cunningham, au Abrons Arts Center, à Dance New Amsterdam, ainsi qu'au HERE Arts Center. Elle danse pour des artistes tels que Mina Nishimura, Meredith Monk (au Musée Solomon R. Guggenheim) et Noémie Lafrance (au site historique McCarren Park Pool de Brooklyn).
Son film ONE WAY reçoit le prix de meilleur film expérimental au cinquième Big Apple Film Festival, présenté au TriBeCa cinema. Waterfront Access? reçoit le prix de meilleur film de danse à Tiburon en Californie, et elle présente une version courte de son documentaire en français Le Maréchal et l'Astragale au marché du court métrage de Cannes Ankah présente actuellement "Boudoir Chit-Chat", un documentaire expérimental à propose de cinq femmes artistes à New York. Elle travaille en outre sur "S'avoir", un long métrage tourné dans la campagne Française dans laquelle elle a grandi. Flo détient à son actif deux expositions photographiques en France : "Le Quotidien des Rails" et "Regards Croisés".

## Réalisations
One Woman Show
- Floin' to America (2011)[13]

Films experimentaux
- One Way (2008), Prix du film expérimental, au 5e Big Apple Film Festival à New York City
- Waterfront Access? (2009), Prix du meilleur film de danse, au Festival international du film de Tiburon en Californie